# André Fefeu
André Fefeu est un footballeur français né le 25 août 1938 à Saint-Mars-d'Outillé (Sarthe) et mort le 9 juillet 2023 à Perrigny.

## Biographie
Il joue dans les années 1960, comme ailier droit, notamment au Stade français puis à Saint-Étienne. Il remporte 3 championnats de France avec les verts et réalise le doublé Coupe-Championnat en 1968.
André Fefeu termine sa carrière en 1972-1973, à l'AJ Auxerre, club qui évolue alors en CFA.
André Fefeu s'éteint le 9 juillet 2023 à l'âge de 84 ans. Il est inhumé le 13 juillet 2023 dans la plus grande discrétion.

## Palmarès
- Champion de France en 1967, 1968 et 1969 avec l'AS Saint-Étienne
- Vainqueur de la Coupe de France en 1968 avec l'AS Saint-Étienne
- Vainqueur du Challenge des champions en 1967 et 1968 avec l'AS Saint-Étienne